# Capnella imbricata
Capnella imbricata är en korallart som först beskrevs av Jean René Constant Quoy och Joseph Paul Gaimard 1833.  Capnella imbricata ingår i släktet Capnella och familjen Nephtheidae. Inga underarter finns listade i Catalogue of Life.